# Lapilang
Lapilang (nepalski: लापिलाङ) – gaun wikas samiti w środkowej części Nepalu w strefie Dźanakpur w dystrykcie Dholkha. Według nepalskiego spisu powszechnego z 2001 roku liczył on 1055 gospodarstw domowych i 4874 mieszkańców (2405 kobiet i 2469 mężczyzn).